# Небезпечні пасажири потяга 123
Небезпечні пасажири потяга 123 (англ. The Taking of Pelham One Two Three) — канадсько-американський телевізійний фільм 1998 року режисера Фелікса Енрікеса Алькала.

## У ролях
- Едвард Джеймс Олмос — детектив Ентоні Піскотті
- Вінсент Д'Онофріо — Блю
- Річард Шифф — Грін
- Донні Волберг — Грей